# 緑山 (横浜市)
緑山（みどりやま）は、神奈川県横浜市青葉区の町名。「丁目」の設定のない単独町名である。住居表示未実施区域。2025年2月28日現在の人口は0人。

## 地理
南で奈良町、北で東京都町田市三輪緑山、北西で川崎市麻生区岡上に隣接している。地域の大半はTBS緑山スタジオが占める。

## 歴史
1978年（昭和53年）2月1日、奈良町字大幡、大幡谷および細谷の一部から起立した。町名は光の三原色のひとつ「緑」を採って名づけられた。青葉区では住居表示は実施しておらず、緑山地区も地番は奈良町当時のものが継承されている。元来宅地開発目的で緑山の町域が造成されたが、現在も全域が市街化調整区域であり、町域の大半が緑山スタジオ・シティの敷地となっている。
こどもの国〜三輪緑山間をこどもの国に沿って走っている道路は東京都道・神奈川県道139号真光寺長津田線の一部であるが、緑山スタジオの敷地内を貫通する新道「横浜市都市計画道路真光寺長津田線」の開通により閉鎖（自動車の通り抜け不可）とされた。路線バスや一般車も頻繁に通行していた旧道は、カーブが連続しているために閉鎖前はローリング族が集まり問題視されていた。

## 事業所
2021年（令和3年）現在の経済センサス調査による事業所数と従業員数は以下の通りである。
| 町丁 | 事業所数 | 従業員数 |
| ---- | -------- | -------- |
| 緑山 | 25事業所 | 423人    |

### 事業者数の変遷
経済センサスによる事業所数の推移。
| 年                 | 事業者数 |
| ------------------ | -------- |
| 2016年（平成28年） | 31       |
| 2021年（令和3年）  | 25       |

### 従業員数の変遷
経済センサスによる従業員数の推移。
| 年                 | 従業員数 |
| ------------------ | -------- |
| 2016年（平成28年） | 473      |
| 2021年（令和3年）  | 423      |

## 施設
- 緑山スタジオ・シティ

## その他

### 日本郵便
- 郵便番号 : 227-0037[3]（集配局：青葉郵便局[7]）

### 警察
町内の警察の管轄区域は以下の通りである。
| 番・番地等 | 警察署     | 交番・駐在所       |
| ---------- | ---------- | ------------------ |
| 全域       | 青葉警察署 | こどもの国駅前交番 |